# يان مارتن (لاعب دوري الرغبي)
يان مارتن (بالإنجليزية: Ian Martin)‏ هو لاعب دوري الرغبي أسترالي، ولد في 1951.